# پری‌شاهرخ گوش‌سیاه
پری‌شاهرخ گوش‌سیاه (نام علمی: Oriolus bouroensis) نام یک گونه از سرده پری‌شاهرخ است.